# Joseph Daussoigne-Méhul
Joseph Daussoigne-Méhul (Givet, Ardenes, 10 de juny de 1790 – Lieja, Bèlgica, 10 de març de 1875 fou un compositor francès.
Fou deixeble del seu oncle Étienne, el 1907 aconseguí el segon premi de composició, i el 1809 el segon, escrivint a Roma l'òpera Robert Guiscard, que no va poder veure representada, malgrat la protecció del seu oncle i de les seves reals condicions per a la música. La mateixa sort van córrer altres de les seves obres, a excepció de Aspasie (1820), que no assolí només que un èxit mediocre.
Després posà recitatius a l'òpera Stratonice, i acabà Valentine de Milan, ambdues del seu oncle Étienne, i més tard feu representar una òpera titulada Les deux Salem, que tampoc fou ben rebuda pel públic, pel que, desanimat, marxà de París, conservatori del qual n'era professor, i acceptà el de Lieja, on tingué entre d'altres alumnes a Félix-Étienne Ledent i, abandonant quasi des de llavors, la composició.
A més de les òperes citades se li deuen: Les amants corsaries; Le faux inquisiteur; Le testament i una cantata titulada Une journée de la Revolution. També va escriure nombrosos articles pel Butlletí de l'Acadèmia Reial de Bèlgica.